# Charles Kao
Charles Kuen Kao, KBE (Xangai, 4 de novembro de 1933 – Hong Kong, 23 de setembro de 2018) foi um físico anglo-americano nascido na China.
Foi um dos pioneiros na óptica de fibras de vidro, trabalho pelo qual recebeu o Nobel de Física de 2009.

## Biografia
Estudou na Inglaterra, com doutorado em 1965 no Imperial College London. Em seguida trabalhou no Standard Telecommunication Laboratories da International Telephone and Telegraph (ITT), em Harlow, onde foi diretor de engenharia. Lá trabalhou com George Hockham na área de telecomunicação via fibras de vidro, transmitindo pela primeira vez dados em forma de sinais de luz. Constatou que a maior causa de perda de informação não ocorre por problemas eletrônicos, mas sim por impurezas nas fibras de vidro.
Foi posteriormente vice-reitor da Universidade Chinesa de Hong Kong, aposentando-se em 1996.